# Prêmio Günther Laukien
O Prêmio Günther Laukien (em inglês:  Günther Laukien Prize) é um prêmio to recognize recent cutting-edge experimental nuclear magnetic resonance (NMR) research with a high probability of enabling beneficial new applications. O prêmio foi estabelecido em 1999 em memória de Günther Laukien, que foi um pioneiro da pesquisa em ressonância magnética nuclear. O prêmio em dinheiro de US$ 15.000 é financiado pela Bruker, a companhia fundada por Laukien.

## Recipientes
O recipientes do Prêmio Günther Laukien são:
- 1999 Konstantin Pervushin, Roland Riek, Gerhard Wider e Kurt Wüthrich
- 2000 Lucio Frydman
- 2001 Peter Boesiger, Klaas Prüßmann e Markus Weiger
- 2002 Ad Bax, Aksel Bothner-By e James Prestegard
- 2003 Jacob Schaefer
- 2004 Lewis E. Kay
- 2005 Stephan Grzesiek
- 2006 Thomas Szyperski, Eriks Kupce, Ray Freeman e Rafael Bruschweiler
- 2007 Robert G. Griffin
- 2008 Malcolm Levitt
- 2009 Daniel Weitekamp
- 2010 Paul Callaghan
- 2011 Daniel Rugar, John Mamin e John Sidles
- 2012 Klaes Golman e Jan Henrik Ardenkjaer-Larsen
- 2013 Clare Grey
- 2014 Marc Baldus, Mei Hong, Ann McDermott, Beat H. Meier, Hartmut Oschkinat e Robert Tycko
- 2015 Arthur Palmer III
- 2016 Robert S. Balaban e Peter van Zijl
- 2017 Kurt Zilm e Bernd Reif
- 2018 Gerhard Wagner
- 2019 Geoffrey Bodenhausen e Christian Griesinger
- 2020 Simon Duckett,  Konstantin Ivanov e Warren Sloan Warren
- 2021
- 2022
- 2023 Lyndon Emsley e Anne Lesage[3]
- 2024